# GEISHA BOY -ANIME SONG EXPERIENCE-
『GEISHA BOY -ANIME SONG EXPERIENCE-』（ゲイシャ・ボーイ　アニメソング・エクスペリエンス）は、2013年10月9日にリリースされたT.M.Revolutionのコンピレーション・アルバム。発売元はエピックレコード。

## 概要
- 2013年8月9日にボルチモアで開催された「OTAKON 2013」にて会場限定で発売された本作は、現地発売より2か月を経て日本でも発売されることになった。
- T.M.R.とアニメ6作「るろうに剣心 -明治剣客浪漫譚-」「機動戦士ガンダムSEED/機動戦士ガンダムSEED DESTINY」「ソウルイーター」「戦国BASARA」「BLEACH」「革命機ヴァルヴレイヴ」のコラボの歴史をCD1枚に纏めた3年代（90年代・00年代・10年代）に亘る初のコンピレーション・アルバム。

## パッケージ
- 初回生産限定盤A[1]・初回生産限定盤B[2]・通常盤[3]の3形態で発売された。
- 初回生産限定盤Aは、トールサイズ三方背BOXに収納されたデジパック仕様の2CD（各アニメの放送時に使われたアニメサイズ音源8曲を収録した特典CD付）+「リスアニ!」編集部監修による豪華64P豪華ブックレット同梱。「るろうに剣心 -明治剣客浪漫譚-」「機動戦士ガンダムSEED/機動戦士ガンダムSEED DESTINY」「ソウルイーター」「戦国BASARA」「BLEACH」「革命機ヴァルヴレイヴ」それぞれの描き下ろしイラストカード封入。
- 初回生産限定盤Bは、ミュージック・ビデオ10曲を収録したDVD同梱。

## 収録曲
作詞：井上秋緒　作曲・編曲：浅倉大介

### Disc.1　各盤共通
1. HEART OF SWORD 〜夜明け前〜
  - 出版社：フジパシフィック音楽出版
2. INVOKE
  - 出版社：ソニー・ミュージックパブリッシング
3. Meteor -ミーティア-
  - 出版社：ソニー・ミュージックパブリッシング
4. Zips
  - 出版社：ソニー・ミュージックパブリッシング
5. ignited -イグナイテッド-
  - 出版社：ソニー・ミュージックパブリッシング
6. vestige -ヴェスティージ-
  - 出版社：ソニー・ミュージックパブリッシング
7. resonance
  - 出版社：テレビ東京ミュージック
8. SWORD SUMMIT
  - 出版社：ソニー・ミュージックパブリッシング
9. Save The One, Save The All
  - 出版社：テレビ東京ミュージック
10. FLAGS
  - 出版社：ソニー・ミュージックパブリッシング
11. The party must go on
  - 出版社：ソニー・ミュージックパブリッシング
12. Preserved Roses
  - 出版社：ソニー・ミュージックパブリッシング

### Disc.2　特典CD（初回限定盤Aのみ）
1. HEART OF SWORD ～夜明け前～ (ANIME ED Ver.)
2. INVOKE (ANIME OP Ver.)
3. ignited -イグナイテッド- (ANIME OP Ver.)
4. vestige -ヴェスティージ- (ANIME OP Ver.)
5. resonance (ANIME OP Ver.)
6. SWORD SUMMIT (ANIME OP Ver.)
7. FLAGS (MOVIE OP Ver.)
8. Preserved Roses (ANIME OP Ver.)

### DVD（初回限定生産盤Bのみ）
1. HEART OF SWORD ～夜明け前～
2. INVOKE
3. Meteor -ミーティア-
4. Zips
5. ignited -イグナイテッド-
6. vestige -ヴェスティージ-
7. resonance
8. Save The One, Save The All
9. FLAGS
10. Preserved Roses (Short Edit)※本作にて初収録

## 規格品番
- 初回生産限定盤 Type A：ESCL-4123/5 ￥4,000（税抜）
- 初回生産限定盤 Type B：ESCL-4126/7 ￥3,619（税抜）
- 通常盤：ESCL-4128 ￥2,667（税抜）